# فشار اتمسفری

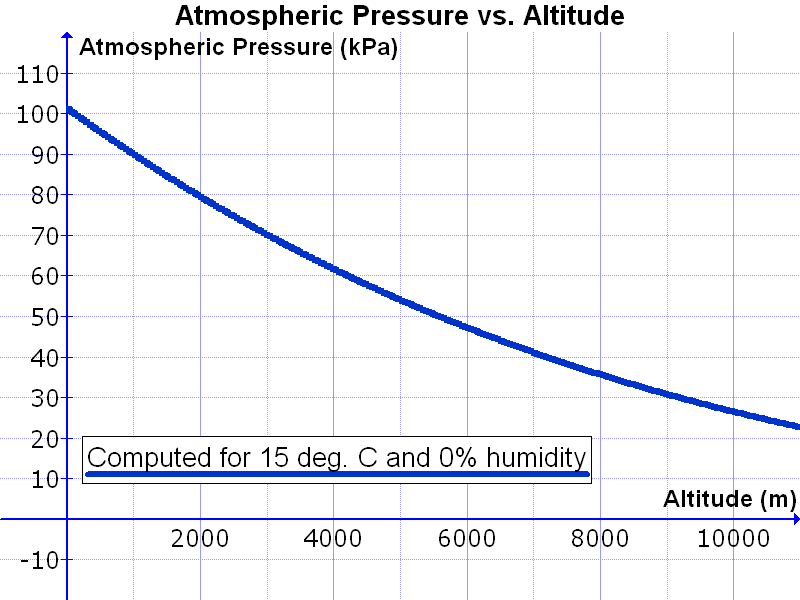
رابطه تغییر فشار اتمسفر با ارتفاع از سطح زمین. دما برابر ۱۵ درجه سلسیوس و رطوبت نسبی ۰٪ در نظر گرفته شده است.

فشار اتمسفری، فشار جوّ یا فشار هواسپهر (به انگلیسی: Atmospheric pressure) که به آن فشار بارومتری نیز می‌گویند، فشار داخل اتمسفر زمین می‌باشد. اتمسفر استاندارد که با نماد atm نشان داده می‌شود واحدی برای اندازه‌گیری فشار می‌باشد که برابر ۱۰۱٬۳۲۵ پاسکال، ۷۶۰ میلی‌متر جیوه، ۲۹٫۹۲۱۲ اینچ جیوه یا ۱۴٫۶۹۶ پوند بر اینچ مربع می‌باشد.
فشار اتمسفر نیرویی است که در هر نقطه برحسب وزنِ ستونی از هوا که در بالای آن نقطه وجود دارد، بر سطح وارد می‌شود. این فشار در سطح آبها و دریاهای آزاد در حدود ۱ کیلوگرم بر سانتی‌متر مربع است. با افزایش ارتفاع از سطح زمین، به‌دلیل کاسته شدن ارتفاع ستون هوای قرارگرفته در بالای سطح، فشار جو کاهش می‌یابد.
توریچلی فیزیکدان ایتالیایی، نخستین کسی بود که با انجام آزمایشی ساده نشان داد که هوا فشار دارد. وی همچنین با اندازه‌گیری ارتفاع ستون جیوه توانست فشار هوا را در کنار دریا و بالای کوه حساب کند.
این فشار با فشارسنج جیوه‌ای (بارومتر جیوه‌ای) سنجیده می‌شود و واحد آن میلی‌بار است.